# Konstanty Tyszkiewicz

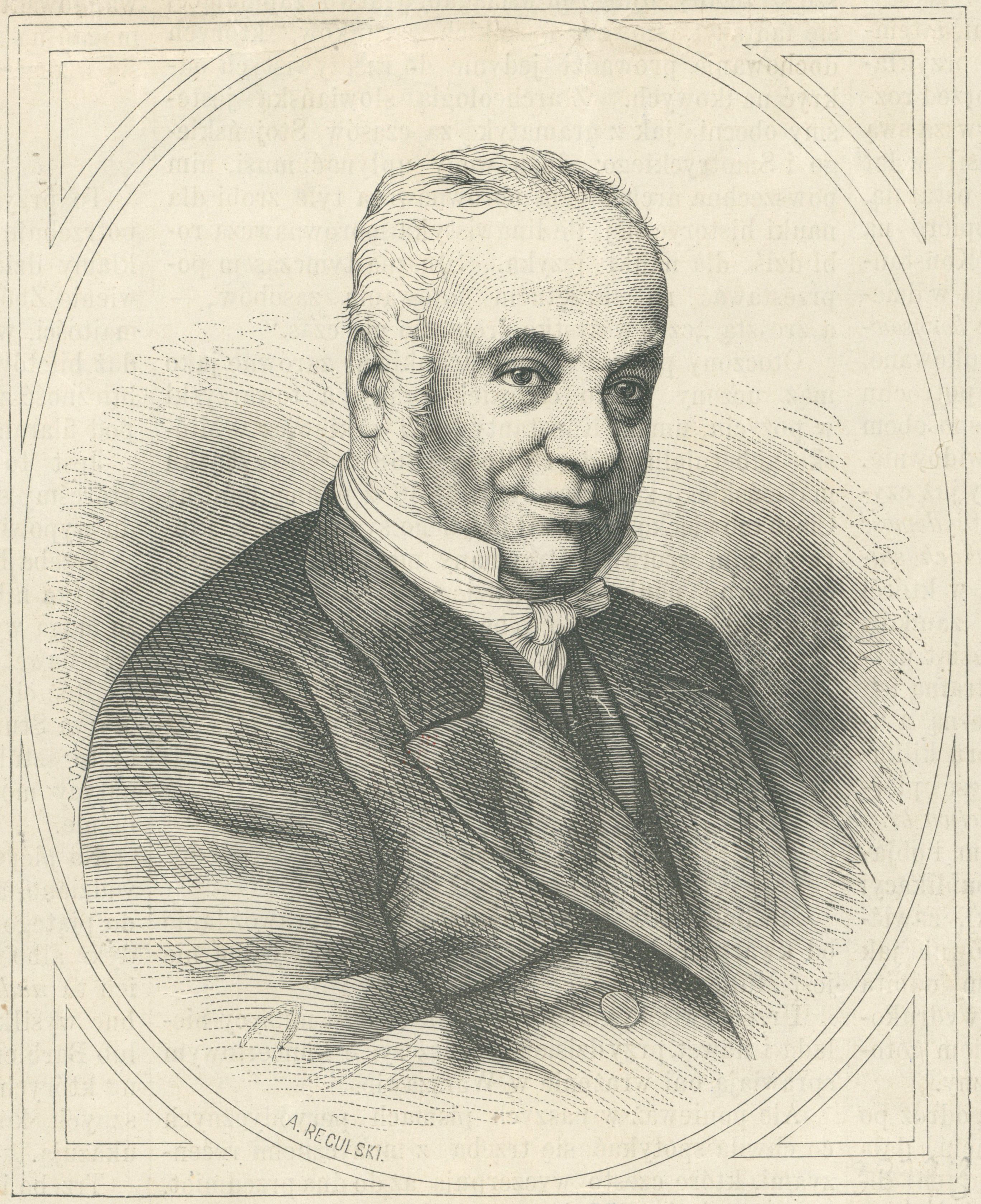
Konstanty Tyszkiewicz.

Konstanty Tyszkiewicz, född den 5 november 1806 i Lahojsk, död den 1 juli 1868 i Minsk, var en polsk adelsman och arkeolog. Han var bror till Eustachy Tyszkiewicz.
Tyszkiewicz författade bland annat Wiadomości historyczne o zamkach, horodyszczach i okopiskach starożytnych na Litwie i Rusi Litewskiej (1859) och O kurhanach na Litwie i Rusi Zachodniej (1865).